# Maika Monroe
Maika Monroe, właśc. Maika Monroe Buckley (ur. 29 maja 1993 w Santa Barbara) − amerykańska aktorka filmowa i telewizyjna, profesjonalna kitesurferka.

## Życiorys
Przygodę z kitesurfingiem rozpoczęła w wieku trzynastu lat, podążając śladami ojcami. W ostatniej klasie szkoły średniej przeprowadziła się do Cabarete, nadmorskiej miejscowości na Dominikanie, znanej jako miejsce licznych rozgrywek kitesurferskich. Celem wyjazdu był trening sportowy. W 2012 zajęła drugie miejsce w zawodach Red Bull Big Air Style.
Jako aktorka debiutowała drugoplanową rolą w filmie grozy Bad Blood (2006), w którym udział wzięli też Piper Laurie i Conrad Janis. Po gościnnym udziale w serialu fantastycznym Jedenasta godzina (2009) oraz krótkometrażowym dramacie The Darkness is Close Behind (2011) zagrała w filmie Bez względu na cenę (2012), na planie towarzysząc Dennisowi Quaidowi i Heather Graham. W kryminale Sofii Coppoli Bling Ring z 2013 roku odegrała postać epizodyczną. Wystąpiła potem jako Mandy w dramacie Jasona Reitmana Długi, wrześniowy weekend (2013). W czerwcu 2013 dołączyła do obsady filmu z pogranicza thrillera, horroru i kina akcji zatytułowanego Gość, w którym zagrała jedną z głównych postaci. Otrzymała następnie angaż do roli Jay Height w niezależnym filmie grozy Coś za mną chodzi (2014). Obraz zebrał bardzo dobre recenzje krytyków, a Monroe zyskała status "scream queen" na miarę Jamie Lee Curtis.

## Filmografia
| Rok  | Tytuł                                                           | Rola                  | Uwagi                         |
| ---- | --------------------------------------------------------------- | --------------------- | ----------------------------- |
| 2006 | Bad Blood                                                       | Maika Lathrop         |                               |
| 2009 | Jedenasta godzina (Eleventh Hour)                               | Maya Wynne            | serial telewizyjny; 1 odcinek |
| 2011 | The Darkness is Close Behind                                    | Amy Southern          | film krótkometrażowy          |
| 2012 | Bad Blood... the Hunger                                         | Maika                 |                               |
| 2012 | Bez względu na cenę (At Any Price)                              | Cadence Farrow        |                               |
| 2013 | Flying Monkeys                                                  | Joan                  | film telewizyjny              |
| 2013 | Bling Ring (The Bling Ring)                                     | plażowiczka           |                               |
| 2013 | Synthesizers                                                    | dziewczyna Woodersona | film krótkometrażowy          |
| 2013 | Długi, wrześniowy weekend (Labor Day)                           | Mandy                 |                               |
| 2014 | Gość (The Guest)                                                | Anna Peterson         |                               |
| 2014 | Coś za mną chodzi (It Follows)                                  | Jay Height            |                               |
| 2014 | Burned                                                          | Lila                  | film krótkometrażowy          |
| 2015 | Echoes of War                                                   | Abigail Riley         |                               |
| 2016 | Piąta fala (The 5th Wave)                                       | Ringer                |                               |
| 2016 | Dzień Niepodległości: Odrodzenie (Independence Day: Resurgence) | Patricia Whitmore     |                               |
| 2017 | Bokeh                                                           | Jenai                 |                               |
| 2017 | Plemiona Palos Verdes (The Tribes of Palos Verdes)              | Medina                |                               |
| 2017 | Hot Summer Nights                                               | McKayla               |                               |
| 2018 | Tau                                                             | Julia                 |                               |
| 2018 | After Everything                                                | Mia                   |                               |
| 2018 | Greta                                                           | Erica Penn            |                               |
| 2019 | Słodziak (Honey Boy)                                            | Sandra                |                               |
| 2019 | Złoczyńcy (Villains)                                            | Jules                 |                               |
| 2020 | Bracia we krwi (The Sound of Philadelphia)                      | Grace                 |                               |
| 2020 | Inwersja (The Education of Fredrick Fitzell)                    | Cindy                 |                               |
| 2022 | Watcher                                                         | Julia                 |                               |
| 2024 | Kod zła (Longlegs)                                              | Lee Harker            |                               |

## Nagrody i wyróżnienia
- 2016, Fangoria Chainsaw Awards: nagroda dla najlepszej aktorki za rolę w filmie Coś za mną chodzi[7]
- 2016, CinemaCon Awards: nagroda przyznana w kategorii Ensemble of the Universe, za występ w filmie Dzień Niepodległości: Odrodzenie (inni nagrodzeni: Liam Hemsworth, Jeff Goldblum, Bill Pullman, Jessie T. Usher, Sela Ward, Vivica A. Fox, Brent Spiner)[8]